# ヨネックスカントリークラブ
ヨネックスカントリークラブは、新潟県長岡市にあるゴルフ場である。

## 概要
- 1996年（平成8年）7月、当時の新潟県三島郡寺泊町[注 1]に開業する。
- 本コースはスポーツ用品メーカーのヨネックスがプロゴルフトーナメントを開催することを企図して建設・造成された。なお、コースが所在する長岡市はヨネックスの前身に位置づけられる「米山製作所」の創業の地でもある[1]。
- 本コースでは1997年に日本プロゴルフ協会（JPGA）公式ツアー大会[注 2]の「ヨネックスオープン広島ゴルフトーナメント」が開催され、1999年より日本女子プロゴルフ協会（JLPGA）公式トーナメント「ヨネックスレディスゴルフトーナメント」が開催されている[2]。
- 当クラブ施設には、ヨネックス直営スポーツショップ及びゴルフクラブのテクニカルフィッティングスタジオが併設されている[3]。

## コースの特徴
- 本コースの設計は、日本有数の設計家として知られる川田太三が担当、設計監修として倉本昌弘（元 日本プロゴルフ協会会長）が関わっている[2]。
- 基本レイアウトとしては丘陵林間コースであり、「自然との調和」が主眼となっている[4]。
- 当コースの一部のホールは海岸線に面しており、日本海の眺望を楽しんだり佐渡島を観望することも出来る[2]。
- 当コースは、クラブメーカーが運営するコースの特色を押し出すべく「プロに厳しくアマに楽しく」をコンセプトに戦略性を高めたものとなっている[4]。

## 交通アクセス
- 東日本旅客鉄道上越新幹線／信越本線長岡驛より乗合自動車にて40分を要す。